# Maria Candido
Pour les articles homonymes, voir Candido.
Maria Candido, nom de scène de Simonne Marius, est une chanteuse française née le 31 août 1922 à Hyères (Var) et morte le 11 août 2017 à Saint-Raphaël (Var).

## Biographie
Très jeune, Maria Candido travaille le chant classique. Chanteuse soprano, elle débute dans le rôle de la Princesse Hélène de Rêve de valse au théâtre Mogador en 1947 aux côtés de Marcel Merkès et Paulette Merval. Elle crée en décembre 1953 à Lyon au Théâtre des Célestins l'opérette À la Jamaïque de Francis Lopez (rôle d'Olivia), jouée l'année suivante, à Paris, au théâtre de la Porte-Saint-Martin. Elle abandonne l'opérette et se consacre ensuite à la chanson avec succès, avec notamment Le Torrent, Je te le dis, Gondolier, Les Gitans.
En 1973, elle revient à l'opérette en créant Les Trois Mousquetaires de Francis Lopez au Châtelet, puis Fiesta à Mogador avec le ténor Franck Villano, et Volga au Châtelet avec José Todaro.
Les années 1980 la voient au théâtre de la Renaissance dans des reprises de la Belle de Cadix, À la Jamaïque et dans la création en 1981 de Soleil d'Espagne avec José Villamor. Elle suit Francis Lopez à l'Élysée Montmartre où elle crée L'Amour à Tahiti avec Georges Guétary et Les Mille et une Nuits avec José Villamor.
Ses dernières apparitions à Paris ont lieu en 1988 et 1989 avec :
- la création d'Aventure à Tahiti, avec Jean-Baptiste Hirigoyen ;
- L'amour à Tahiti en tournée  avec Jean-Baptiste Hirigoyen, Francis Linel, Alain Boulmé, Christyne Cardon, Miguel Caztillo, les ballets Tahitiens  de Théo Suplice ;
- et en 1989 La Belle Otéro au théâtre de l'Eldorado.

### Famille
Maria Candido était mariée à Jean-Baptiste Hirigoyen, décédé le 27 août 2012.
Elle repose avec ses parents dans le caveau familial au cimetière de La Crau (Var).

## Principaux succès
- Les Cloches de Lisbonne
- Le Torrent
- Le Chant de Mallory
- Les Mille et une nuits
- Le Soleil de Lima
- Bonjour Pierrette (valse, paroles d'Hubert Ithier, musique de Louis Ledrich)
- L'Herbe du Printemps (valse chantée du film : Les Premiers Outrages, paroles de Pierre Havet, musique de José Cana)
- Magali (paroles de Robert Nyel, musique de Gaby Verlor)
- Je t'aimerai, t'aimerai (paroles de Georges Coulonges, musique de Pedro Liberal)